# 青森市統合新病院
令和3(2021年)年5月26日から11月10日まで計4回にわたって行われた「県立中央病院と青森市民病院のあり方検討協議会」での提言を受け、青森県と青森市は、人口減少や医療従事者不足、地域医療を取り巻く課題や多様な医療ニーズなどに対応し持続可能な医療提供体制を構築していくために、両病院の機能・資源を集約・充実していくことが重要として、「青森県と青森市の共同経営による統合病院を新築整備する」ことを令和4年(2022年)2月10日に小野寺青森市長(当時)と三村青森県知事(当時)が共同会見を行い発表をした。
青森県と青森市の関係部局で構成される「共同経営・統合新病院整備調整会議」(以下、調整会議)が設置され、病院関係者・患者代表などから意見を聴取し、令和5年(2023年)度中をめどに基本構想・計画の策定を行い、県議会および市議会への報告・議題の提案を行うものとされた。
令和4年(2022年)度12月10日に開かれた第4回調整会議で「検討対象地に係る現状等について」として、県及び市有地の中から3候補が挙げられ、(1)災害、(2)救急搬送、(3)通院アクセス、(4)都市計画(まちづくり)の観点からそれぞれどの候補地が良いかの議論が検討会議にかけられた。
調整会議でまとめられた内容を、県・市に加え病院関係の代表者を交えた「共同経営・統合新病院整備にかかる有識者会議」(以下、有識者会議)、学識経験者と商工会代表者、青森市医師会や消防長から医療関係者を交えた「青森市統合新病院整備場所等検討会議」(以下、検討会議)がそれぞれ設置され、統合新病院の設置場所等についての意見交換が行われた。
令和6年(2024年)8月時点で有識者会議は計5回、検討会議は計6回開催され、いずれの会議の様子もYouTubeで配信され、市民に限らず視聴ができるようになっている。
有識者会議で話し合われた内容を検討会議にかけ、検討会議で上がった議題を有識者会議にかけ直すという関係が繰り返され、交互に開催されることが多い。

## 設置場所についての議題
有識者会議から検討会議にかけられた当初候補地は以下の3案
- 青い森セントラルパーク(青森操車場跡地、CP)
- 青森県総合運動公園
- 旧県立青森商業高校及び県立中央病院敷地

市から提示された3案には一長一短があり、外環道の外側(南側)の民間の土地の中にも候補地(買収を含む)はないかの提言が行われた。
建設時期も定まっていない中で、2つ病院を1つの病院に統合することを念頭に議論は始まり、2024年7月に県から外環道(国道7号)に隣接する「県営スケート場一帯」(スケート場案)を候補地とする追加案が出された。
現在検討会議は「CP案」か「スケート場案」を中心に2024年8月中にまとめたいとの方針を示しているが、西市長は県営スケート場案について難色を示しており、市議会ではCP案を推す声が大きい様子がうかがえる。議論はまとまっておらず検討時期の延長が見込まれている。

## 青森市の地理的特性と市街地形成の変遷
現在の青森市はその地域特性から世界でも屈指の豪雪都市である。また北海道への青函連絡船による輸送の中継地として発展してきた歴史がある。
現在の市街地形成の経緯をまとめると、青森湾周辺の複数の町や村が合併して青森市市制が始まった。
明治24年(1891年)9月の青森駅開業にあたり北を青森湾(陸奥湾)に面しているため青森駅は湾に突き出るスイッチバック形式が採用された。
青森駅東口を中心に新町商店街などが発展。百貨店や映画館などが軒をつらね、雪が降る日でも買い物ができるように道路の両サイドにアーケートが架けられる商店街が広範囲に広がり、東北本線より北側に市街地を形成して北東北最大の商業都市として発展をした。
尚、青森駅西口(篠田・富田・沖舘・油川)などは青森駅が設置される前からの住宅地が広がる。
戦後に鉄道輸送が増えると貨物の滞留場所を求めて東側から青森駅へ進入する東北本線は徐々に南へ移動。
線路より北側の青森駅を中心として発展してきた旧市街地はやや拡大したが、線路を超えた南側の郊外、また浪岡・弘前方面に向かう日本海周りの奥羽本線もまた同様に西側からスイッチバック形式で青森駅へ侵入するため、青森市の市街地は大きく線路によって4つに分断される形となっている。
県立中央病院は青森駅にほど近い現在の県庁横の青い森公園(長嶋1丁目)の場所にあった。
市内の人口が増えるにつれて病床数などが足らなくなり、昭和56年(1981年)に現在の造道へ新設移転。
県立病院が東部へ移転してしまったことで、青森市西部から県立中央病院へのアクセスが悪くなったが自動車の普及や昭和60年(1985年)に青森ベイブリッジの開通などによる国道の渋滞を回避するルートが開通したことで病院到達圏を拡大して解消してきた。
一方で南側は昭和43年(1968年)に入ると奥羽本線を縦断する跨線橋である八甲田大橋と国道103号線(八甲田・十和田ゴールドライン、通称:観光通り)が開通。
線路を隔てた郊外だったこの南部一帯は東西に広く伸びた住宅地よりも中心地にほど近い新興住宅地として発展を始める。
この頃、全国初となる地元商店街有志による協同組合として大型商業施設「サンロード青森」(キーテナントはジャスコ青森店)が開業し、青森山田高校も移転して来るなどでロードサイド型の新興住宅地が形成された。
県営スケート場・屋内運動場サンドームなども相次いで1980年代にこの地区の南側(外環道内側)に開業。
昭和61年(1986年)に青森中央大橋が開通すると官公庁街から直接南部へのアクセスが可能となった。
2000年にはこの一帯にイトーヨーカドー(CiiNA CiiNA)やラウンドワン、ドン・キホーテなど買い物客も多く集まる商業施設も相次いで開業。
青函連絡船廃止後に急速に廃れていく青森駅前および旧市街地と対称的なドーナツ化現象が起こった。
また住民を説得してこの地区に公園を設置しようとして浜田中央公園が建設され、現在ではこの青森市街地南部の浜田地区は青森市の中でも青森駅前と並ぶ市民の買い物と暮らしの中心地になっている。

## 新幹線駅誘致場所の紛糾とコンパクトシティ構想の挫折
1970年代の新幹線誘致に際して青函連絡船廃止後には青森駅が廃れることが避けられなかったために青森駅に新幹線を発着させる案、また奥羽本線の車両操車場跡地(CP)に移設する案、北海道新幹線との接続性が高く郊外を通って市内に入るコスト負担の少ない石江地区が提示され、計16回にわたる検討会議の末に石江地区へ新青森駅の誘致となった経緯がある。
青森市の都市計画ではどんどんと郊外へ広がっていく住宅地は除雪やインフラを維持することが困難であり、旧市街地を「インナー」、国道7号(外環道)より内側までを「ミッド」、外環道より外側を「アウター」として宅地開発に制限をするコンパクトシティ構想が国に先立つこと1990年代には掲げられた。
このように全国に先駆けて行われたこうした先進的な都市計画は、オイルショックなどによる景気後退による東北新幹線の盛岡以北への延伸の凍結によって頓挫した。
青函トンネル開業と青函連絡船廃止が東北新幹線全線開業より先に行われたことで、青森駅前は空洞化。
バブル崩壊のあおりも受け1990年代から2000年代にかけて映画館や百貨店が次々と撤退し、新町商店街などがシャッター商店街となっていく中で駅前再開発事業の一環として大型商業施設「アウガ」を第三セクターとして開業。
しかしキーテナントの西武百貨店が開業1年前にバブル崩壊の不景気を理由に撤退、かき集めたテナントは次々に抜けていき累積赤字を青森市が背負う事になった。

## セントラルパーク(CP)案
CP案は兼ねてから構想のあった青い森鉄道セントラルパーク前駅(仮称)の建設・開業時期についての議論も重なる。
新駅開業となれば第三セクターへの移行後の利用客減少など厳しい経営状態が続く青い森鉄道の利用者増が期待される。
一方で新青森駅・弘前方面(JR奥羽本線)や蟹田・三厩方面(JR津軽線)は青森駅で乗り換えをしなければならない。
また津軽線は一部は災害による運休をきっかけに利用者減もあり再開の目途が立たず廃線予定となっており、市が提示する県の広い範囲からの患者の交通アクセスに対しては疑問も残る。(青森市民病院・県立中央病院の来院者の90%超は青東地区)
その他にも青森駅を中心に栄えた線路北側の旧市街地と南側の浜田地区は線路で隔たれており、旧市街地から車で移動する場合は西側の青森中央大橋か東側の八甲田大橋を渡って住宅街に折り返して進入しなければならず、冬季における道路幅の狭さ、東西アクセス道路の拡幅、カクヒログループスーパーアリーナ開業による交通状況の混雑さなどを総合的に検討する必要がある。(徒歩の場合には地下歩道を潜ることになる)
また老朽化している八甲田大橋の架け替えや大橋からICのようにセントラルパークへ直接降りる専用スロープ道を作る案も提案されている。
災害面では浸水想定区域に位置し、活断層も近く、用地の狭さから他候補地と比べて駐車場などを病院一階や地下にする案が提案されている。

## 県営スケート場周辺案
スケート場案は浜田地区の南部で市街地としては郊外ではあるが、CP案と車で2分ほどの距離となり、青森中央ICの出口に隣接。青森市内の東西を外環道が走っていることから車社会の青森県において広域からのアクセスや救急車等での搬送における渋滞回避などのスムーズさ、冬季や災害時における浸水想定区域から影響が少ないとされる。
一方でこの案の場合は県営スケート場やあおもり国スポ2026にむけて改修工事が進められているサンドームなどの解体・移設などを費用として見込む必要がある。
県の提示した試算では解体・建て替え費用を含めても「スケート場案」の方が耐震補強などの維持コストを抑えられ、人口減少の将来を見据えたこれら施設の縮小も視野に入れた提案とされている。

## 青森県と青森市の意見の相違
宮下県知事はメディア等で取り上げられた県営スケート場一帯案について2024年7月22日にYouTubeで現在の状況を説明し、CP案も県営スケート場案もまだどちらとも決まっていないことを強調し、市と市民を交えた議論を深めていくことの重要性を強調した。